# Andrea Belotti
Andrea Belotti (ur. 20 grudnia 1993 w Calcinate) – włoski piłkarz, występujący na pozycji napastnika w portugalskim klubie SL Benfica, do którego jest wypożyczony z Como 1907 oraz w reprezentacji Włoch. Złoty medalista Mistrzostw Europy 2020.
Po występach dla UC AlbinoLeffe, Belotti przez dwa sezony grał dla US Palermo. W latach 2015–2022 był zawodnikiem Torino, dla którego strzelił ponad 100 bramek i jest ósmym najskuteczniejszym zawodnikiem w historii klubu. W 2022 przeniósł się do AS Romy. Po wypożyczeniu z ACF Fiorentiny, trafił do włoskiego Como 1907, gdzie następnie został wypożyczony do portugalskiej Benfici.

## Kariera klubowa

### AlbinoLeffe
Seniorską karierę klubową rozpoczynał w UC AlbinoLeffe, gdzie zaczął grać od sezonu 2011/2012, w którym rozegrał 8 meczów i strzelił dwa gole.
Po sezonie 2011/2012, AlbinoLeffe spadło do Serie C2. Belotti stał się podstawowym zawdnikiem drużyny, występując w 31 meczach i notując 12 trafień.

### US Palermo
2 września 2013 został wypożyczony do US Palermo, które ówcześnie występowało w Serie B. W klubie zadebiutował 24 września w meczu z Bari, w którym zanotował asystę przy golu Kyle'a Lafferty'ego. Pierwszą bramkę zdobył 5 października w zremisowanym 1:1 meczu przeciwko Brescii. Po udanym sezonie 2013/2014 Palermo postanowiło wykupić połowę kontraktu Belottiego.
31 sierpnia 2014 zadebiutował w Serie A w barwach US Palermo w meczu z Samdorią. 12 września klub poinformował, że wykupił drugą część kontraktu Belottiego o wartości 3.5 milionów euro. 12 dni później, w zremisowanym 3:3 starciu 4. kolejki włoskiej ligi z SSC Napoli, Belotti strzelił swoje pierwsze, dwie bramki na poziomie Serie A.
Łącznie w sezonie 2014/2015 rozegrał wszystkie 38 ligowych meczów, w większości wchodząc z ławki rezerwowych.

### Torino

#### Sezon 2015/2016
18 sierpnia 2015 został ogłoszony zawodnikiem Torino, z którym podpisał pięcioletni kontrakt. W nowym klubie zadebiutował 13 września w meczu z Hellasem Veroną (2:2). Pierwsze trafienie zanotował w meczu 14. kolejki Serie A, trafiając przeciwko Bolognii (2:0). 16 stycznia 2016, w wygranym 4:2 meczu z Frosinone, zdobył po raz pierwszy dwa gole, występując w barwach turyńskiego klubu. 20 marca, trafiając w przegranym 1:4 meczu z Juventusem, zakończył, trwającą 974 minut, rekordową passę bez straconej bramki Gianluigiego Buffona w Serie A.
Ogólnie w sezonie 2015/2016 strzelił 12 bramek w 35 ligowych meczach. Wystąpił także w meczu Pucharu Włoch.

#### Sezon 2016/2017
Sezon 2016/2017 rozpoczął 21 sierpnia od strzelenia gola w przegranym 3:2 meczu z Milanem, w którym nie wykorzystał także rzutu karnego. Tydzień później, 28 sierpnia w starciu z Bologną, Belotti skompletował swojego pierwszego hat-tricka w karierze, a Torino wygrało 5:1. 4 grudnia pzedłużył kontrakt z klubem do 2021, a w jego kontrakcie znalazła się klauzula odstępnego wynosząca 100 milionów euro dla zagranicznych klubów. 5 marca 2017, w ligowym meczu z Palermo, po raz pierwszą założył opaskę kapitańską, a także strzelił najszybszego hattricka w Serie A (7 minut i 15 sekund) od 30 stycznia 2000, bijąc rekord Andrija Szewczenki.
Ogółem w Serie wystąpił w 35 meczach, w których strzelił 26 goli, kończąc sezon na 3. miejscu w klasyfikacji strzelców, za Edinem Džeko (29 goli) i Driesem Mertensem (28 goli). Zagrał także w trzech meczach w Pucharze Włoch, w którym strzelił dwa gole.

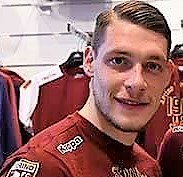
Belotti w 2017

#### Sezon 2017/2018
W pierwszym meczu nowego sezonu przeciwko Sassuolo (3:0), Belotti zdobył bramkę z przewrotki. 4 kwietnia 2018 w meczu z Crotone strzelił trzy bramki. Z powodu kontuzji strzelił 10 goli w rozgrywkach ligowych, a w Pucharze Włoch zdobył trzy bramki.

#### Sezon 2018/2019
26 sierpnia 2018 strzelił swoją pierwszą bramkę w sezonie 2018/2019, trafiając w zremisowanym 2:2 meczu przeciwko Interowi Mediolan. 25 maja 2019, w wygranym 3:2 meczu z Sassuolo, w którym strzelił dwa gole, zdobył swoją drugą bramkę w karierze z przewrotki. Sezon zakończył z 15 trafieniami w klasyfikacji strzelców ligi, które dały Torino awans do Ligi Europy, po wykluczeniu Milanu z europejskich pucharów.

#### Sezon 2019/2020
25 lipca 2019 w meczu kwalifikacji do Ligi Europy UEFA przeciwko Debreceni (3:0), Belotti strzelił pierwszą bramkę w europejskich pucharach. W pierwszym ligowym meczu sezonu Belotti strzelił gola, a jego drużyna wygrała 2:1 z Sassuolo. W lidze, od 23 czerwca do 16 lipca, Belotti zanotował serię siedmiu meczów ze strzelonym golem.
W lidze łącznie zdobył 16 goli w 36 meczach, a w kwalifikacjach do Ligi Europy zanotował sześć trafień, rozgrywając sześć meczów.

#### Sezon 2020/2021
Pierwsze bramki strzelił, dwukrotnie trafiając w przegranym 4:2 meczu z Atalantą. 12 grudnia 2020, w meczu z Udinese (2:3) strzelił 100. bramkę w barwach Torino we wszystkich rozgrywkach. W sezonie 2020/2021 wystąpił w 35 ligowych meczach, w których zanotował 13 trafień. Prócz tego wystąpił także w jednym meczu Pucharu Włoch.

#### Sezon 2021/2022
Belotti rozpoczął nowy sezon od strzelenia bramki w przegranym 2:1 meczu przeciwko Atalancie. 30 października 2021, strzelając gola w starciu przeciwko Sampdorii, zdobył swoją 100. bramkę w Serie A (94 gole w barwach Torino i 6 goli w barwach Palermo). 1 maja 2022 strzelił trzy bramki w wygranym 3:1 meczu 35. kolejki ligi włoskiej z Empoli. Z powodu wielu kontuzji rozegrał tylko 23 mecze w lidze. 1 czerwca 2022 Torino ogłosiło, że Belotti nie przedłużył kontraktu i tym samym opuści klub na zasadzie wolnego transferu.  

### AS Roma
28 sierpnia 2022 Belotti podpisał kontrakt na jeden rok z AS Romą, z opcją wydłużenia o dwa lata. W nowym klubie zadebiutował 30 sierpnia w wygranym 3:0 meczu z Monzą. Pierwszego gola dla klubu zdobył w meczu Pucharu Włoch z Cremonese (1:2). Łącznie w sezonie 2022/2023 zdobył cztery gole, a w lidze rozgrywając 31 meczów, nie strzelił żadnej bramki. Jednak klub przedłużył z nim kontrakt do 2025.

## Kariera reprezentacyjna
W reprezentacji Włoch zadebiutował 1 września 2016 w przegranym 1:3 meczu towarzyskim z Francją. Pierwszą bramkę dla drużyny narodowej strzelił 9 października, trafiając w meczu z reprezentacją Macedonii Północnej. 

## Statystyki

### Klubowe
(aktualne na 8 października 2023)
| Klub               | Sezon              | Liga               | Liga  | Liga   | Puchar Włoch | Puchar Włoch | Europa | Europa | Suma  | Suma   |
| Klub               | Sezon              | Liga               | Mecze | Bramki | Mecze        | Bramki       | Mecze  | Bramki | Mecze | Bramki |
| ------------------ | ------------------ | ------------------ | ----- | ------ | ------------ | ------------ | ------ | ------ | ----- | ------ |
| AlbinoLeffe        | 2011/2012          | Serie B            | 8     | 2      | –            | –            | –      | –      | 8     | 2      |
| AlbinoLeffe        | 2012/2013          | Serie C2           | 29    | 12     | 1            | 0            | –      | –      | 30    | 12     |
| AlbinoLeffe        | 2013/2014          | Serie C2           | 0     | 0      | 1            | 0            | –      | –      | 1     | 0      |
| AlbinoLeffe        | Ogólnie            | Ogólnie            | 37    | 14     | 2            | 0            | 0      | 0      | 39    | 14     |
| US Palermo (wyp.)  | 2013/2014          | Serie B            | 24    | 10     | –            | –            | –      | –      | 24    | 10     |
| US Palermo         | 2014/2015          | Serie A            | 38    | 6      | 1            | 0            | –      | –      | 39    | 6      |
| US Palermo         | 2015/2016          | Serie A            | 0     | 0      | 1            | 0            | –      | –      | 1     | 0      |
| US Palermo         | Ogólnie            | Ogólnie            | 38    | 6      | 2            | 0            | 0      | 0      | 40    | 6      |
| Torino             | 2015/2016          | Serie A            | 35    | 12     | 1            | 0            | –      | –      | 36    | 12     |
| Torino             | 2016/2017          | Serie A            | 35    | 26     | 3            | 2            | –      | –      | 38    | 28     |
| Torino             | 2017/2018          | Serie A            | 32    | 10     | 3            | 3            | –      | –      | 35    | 13     |
| Torino             | 2018/2019          | Serie A            | 37    | 15     | 2            | 2            | –      | –      | 39    | 17     |
| Torino             | 2019/2020          | Serie A            | 36    | 16     | 2            | 0            | 6      | 6      | 44    | 22     |
| Torino             | 2020/2021          | Serie A            | 35    | 13     | 1            | 0            | –      | –      | 36    | 13     |
| Torino             | 2021/2022          | Serie A            | 22    | 8      | 1            | 0            | –      | –      | 23    | 8      |
| Torino             | Ogólnie            | Ogólnie            | 232   | 100    | 13           | 7            | 6      | 6      | 251   | 113    |
| AS Roma            | 2022/2023          | Serie A            | 31    | 0      | 1            | 1            | 14     | 3      | 46    | 4      |
| AS Roma            | 2023/2024          | Serie A            | 7     | 3      | 0            | 0            | 2      | 2      | 9     | 5      |
| AS Roma            | Ogólnie            | Ogólnie            | 38    | 3      | 1            | 1            | 16     | 5      | 55    | 9      |
| Ogólnie w karierze | Ogólnie w karierze | Ogólnie w karierze | 369   | 133    | 18           | 8            | 22     | 11     | 409   | 152    |

### Reprezentacyjne
(aktualne na 7 czerwca 2022)
| Reprezentacja | Rok     | Mecze | Bramki |
| ------------- | ------- | ----- | ------ |
| Włochy        |         |       |        |
| 2016          | 5       | 3     |        |
| 2017          | 8       | 1     |        |
| 2018          | 7       | 1     |        |
| 2019          | 7       | 4     |        |
| 2020          | 4       | 1     |        |
| 2021          | 10      | 2     |        |
| 2022          | 3       | 0     |        |
| Ogólnie       | Ogólnie | 44    | 12     |

| Mecze i gole w reprezentacji | Mecze i gole w reprezentacji | Mecze i gole w reprezentacji | Mecze i gole w reprezentacji | Mecze i gole w reprezentacji | Mecze i gole w reprezentacji | Mecze i gole w reprezentacji |
| Włochy                       | Włochy                       | Włochy                       | Włochy                       | Włochy                       | Włochy                       | Włochy                       |
| Lp.                          | Data                         | Miejsce                      | Przeciwnik                   | Gol                          | Wynik                        | Rozgrywki                    |
| ---------------------------- | ---------------------------- | ---------------------------- | ---------------------------- | ---------------------------- | ---------------------------- | ---------------------------- |
| 1.                           | 01.09.2016                   | Bari, Włochy                 | Francja                      |                              | 1:3                          | towarzyski                   |
| 2.                           | 06.10.2016                   | Turyn, Włochy                | Hiszpania                    |                              | 1:1                          | el. MŚ 2018                  |
| 3.                           | 09.10.2016                   | Skopje, Macedonia            | Macedonia Północna           | Gol                          | 3:2                          | el. MŚ 2018                  |
| 4.                           | 12.11.2016                   | Vaduz, Liechtenstein         | Liechtenstein                | Gol · Gol                    | 4:0                          | el. MŚ 2018                  |
| 5.                           | 15.11.2016                   | Mediolan, Włochy             | Niemcy                       |                              | 0:0                          | towarzyski                   |
| 6.                           | 24.03.2017                   | Palermo, Włochy              | Albania                      |                              | 2:0                          | el. MŚ 2018                  |
| 7.                           | 28.03.2017                   | Amsterdam, Holandia          | Holandia                     |                              | 2:1                          | towarzyski                   |
| 8.                           | 07.06.2017                   | Nicea, Francja               | Urugwaj                      |                              | 3:0                          | towarzyski                   |

## Sukcesy

### US Palermo
- Mistrzostwo Serie B: 2013/2014[b]

### Włochy
Mistrzostwa Europy
- Mistrzostwo: 2020

### Wyróżnienia
- Pallone d'Argento: 2016/2017[42]
- Giuseppe Prisco Award: 2017[43]

## Odznaczenia
- Kawaler Orderu Zasługi Republiki Włoskiej – 2021, Włochy[44]

## Życie prywatne
15 czerwca 2017 Andrea Belotti poślubił Giorgię Duro. Mają córkę, Vittorię (ur. 22 lutego 2021).